# Antheny
Antheny är en kommun i departementet Ardennes i regionen Grand Est (tidigare regionen Champagne-Ardenne) i nordöstra Frankrike. Kommunen ligger  i kantonen Rumigny som ligger i arrondissementet Charleville-Mézières. År 2022 hade Antheny 100 invånare.

## Befolkningsutveckling
Antalet invånare i kommunen Antheny
Referens: INSEE